# Pocinovice
Pocinovice este o arie protejată (arie specială de conservare — SAC, sit de importanță comunitară — SCI) din Republica Cehă întinsă pe o suprafață de 0,82 ha, integral pe uscat.

## Localizare
Centrul sitului Pocinovice este situat la coordonatele 49°35′34″N 12°57′26″E / 49.592778°N 12.957222°E.

## Înființare
Situl Pocinovice a fost declarat sit de importanță comunitară în aprilie 2005 pentru a proteja 1 specie de animale. Situl a fost protejat și ca arie specială de conservare în septembrie 2017.

## Biodiversitate
Situată în ecoregiunea continentală, aria protejată nu include niciun habitat protejat.
La baza desemnării sitului se află o specie protejată de  amfibieni: triton cu creastă (Triturus cristatus).